# Walter Harnisch (Maler)

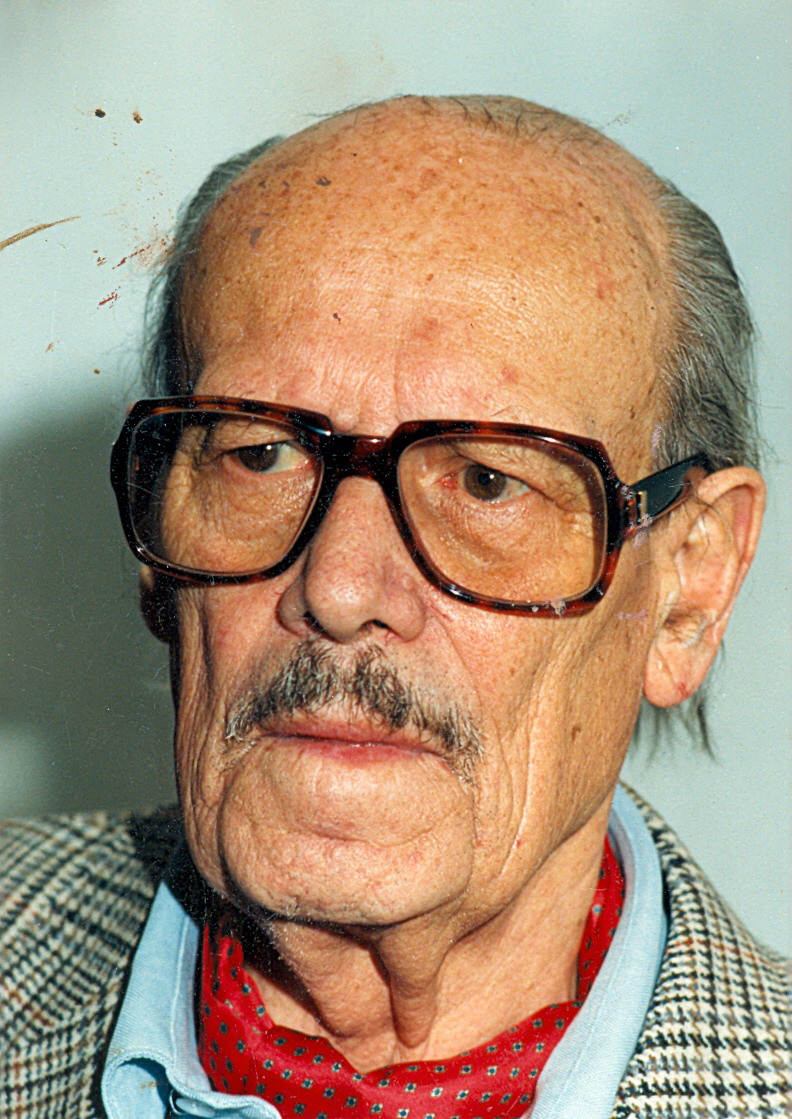
Walter Harnisch 1979

Walter Harnisch (* 30. Mai 1906 in Wien; † 21. September 1988 ebenda) war ein österreichischer Künstler der Malerei und Gebrauchsgrafik.

## Biografie
Harnisch war der älteste Sohn des Kaufmanns Josef Harnisch und seiner Frau Elisabeth, geb. Zykan. Harnisch studierte von 1923 bis 1928 an der Wiener Kunstgewerbeschule bei Franz Čižek und Bertold Löffler. Aus dieser Zeit findet von ihm in Zeitungen Erwähnung: Ein von ihm gestalteter "Entwurf für ein modernes Theater", "Bühnenbilder für Stücke von Karl Kraus und sonstige Theaterdekorationen" sowie seine Beteiligung an einer Ausstellung der Wiener Kunstgesellschaft im Hagenbund mit seinem Bild "Am Rande der Großstadt".
Nach Beendigung seines Studiums war er als freischaffender Künstler tätig. 1930 schloss sich Harnisch dem 1927 gegründeten "Bund der österreichischen Gebrauchsgraphiker" (BÖG), der Vorgängerinstitution der "designaustria" an. Ende der 1920er Jahre wandte er sich aktiv der Sozialdemokratie zu, gestaltete Wahlplakate und Plakate für verschiedene politische Veranstaltungen – wie beispielsweise für das 2. Internationales Sozialistisches Jugendtreffen – sowie Bühnenbilder für das Politische Kabarett, bei dem er sich auch als Schauspieler einbrachte. Gemeinsam mit Arnold Meiselmann gestaltete Harnisch 1931 die szenische Ausstattung der Arbeiter-Olympiade im Wiener Praterstadion mit 4000 Mitwirkenden. Auch beim Maifestspiel 1932 war er mit Meiselmann für Kostüme und Ausstattung verantwortlich.
Mit dem Verbot der Sozialdemokratischen Partei 1934 verlor er seine politische Heimat und seinen wichtigsten Auftraggeber. Er musste sich mit Produktwerbung und Illustrationen beschäftigen. 1941–1945 wurde er zur Wehrmacht eingezogen und in der Sowjetunion und Frankreich als Kartenzeichner eingesetzt. Nach dem Zweiten Weltkrieg konnte er wieder an seine frühere Tätigkeit anknüpfen. Neben Plakaten und Buchillustrationen arbeitete er als Ausstellungsmacher. Unter anderem wirkte er an den Ausstellungen "Niemals vergessen!" (1946), "Wien baut auf" (1947), "Licht und Kraft für Österreich – Energieausstellung" (1949), "Unser Wien" (1954) und "20 Jahre Wiederaufbau Österreichs" (1965) mit. Bei "Wien 1848" bildete er mit dem Gesamtleiter Victor Theodor Slama, Margarete Schütte-Lihotzky und Hans Fabigan eine Arbeitsgemeinschaft. Für die Festwochen-Ausstellung "Wien – eine Stadt stellt sich vor" entwarf Harnisch 1956 Informationstafeln, die noch heute Auskunft über historisch bedeutende Gebäude geben. In den 1950er und 1960er Jahren zählte das Atelier Harnisch zu den großen Wiener Grafikbüros. Von 1957 bis 1975 war er als Grafiker Konsulent der Österreichischen Verkehrswerbung. In dieser Funktion arbeitete er für ÖBB und Post und gestaltet Werbeausstellungen in München, Brüssel und Göteborg.
Harnisch war auch in der Volksbildung tätig: Von 1946 bis 1949 bot er Spezialkurse in Fresko und Sgraffito an der Künstlerischen VHS Wien an. Von 1972 bis 1988 hatte er die Leitung von Zeichenkursen an der Volkshochschule Hietzing inne.

### Rezeption und Nachlass
1981 wurde in der Kleine Galerie in Wien zum 75. Geburtstag eine Ausstellung "Das Lebenswerk von Walter Harnisch" mit seinen Werken gezeigt. 2008 fand an der Volkshochschule Hietzing eine Ausstellung zu seinem 20. Todestag statt. Hier wurde er als Künstler und Kursleiters von Zeichen- und Malkursen geehrt und sein künstlerisches Werk vorgestellt. Zu diesem Anlass wurde auch sein 1974–1988 entstandener Zyklus „Ein Versuch… Mein Leben erinnert aufgezeichnet“, erstmalig ausgestellt.
Ein Teil des Nachlasses von Harnisch ist beim Verein der Geschichte der ArbeiterInnenbewegung (VGA). Er umfasst Entwürfe, Dokumentationen und veröffentlichte Arbeiten, u. a. auch rund 130 von Harnisch gestaltete politische Plakate. Zahlreiche Plakate für ÖBB, Post, Kinderfreunde u. a. befinden sich heute im Museum für Angewandte Kunst in Wien. Des Weiteren befindet sich im Sammelzentrum Kunst St. Pölten eine Mappe mit diversen Materialien zum Werk Walter Harnischs. Sein künstlerischer Nachlass als Maler zahlreicher stilistisch vielfältiger Gemälde ist derzeit nicht der Öffentlichkeit zugänglich, befindet sich wohl in Privatbesitz.

## Anerkennungen
- 1959 Berufstitel Professor

## Werke (Auswahl)

### Plakate
- 1929: Plakat "2. Internationales Sozialistisches Jugendtreffen, Wien 12.-14. Juli 1929", 119 × 84 cm, farb.[22]
- 1930: Wahlplakat von Walter Harnisch und Arnold Meiselmann "Das Schuldkonto der Christlichsozialen". Wien: Druck- und Verlagsanstalt Vorwärts.[23]
- 1948: Plakat zur Konferenz der Internationalen Arbeiterbewegung im Juni 1948 in Wien[24]

### Ausstellungsgestaltungen
- 1946: Niemals vergessen, Künstlerhaus Wien (Mitarbeit)[25]
- 1946: Ausstellung zur Kinderfreundeweihnachtsaktion 1946 in Wien[26]
- 1947: Wien baut auf (Mitarbeit)[27]
- 1947: Erlebte Natur - Ausstellung der Fotografen der Naturfreunde, Künstlerhaus Wien (Gestaltung, Ehrenpräsidium der Ausstellung)[28]
- 1948: Wien 1848 (Mitarbeit)[29]
- 1949: Licht und Kraft für Österreich – Energieausstellung, Künstlerhaus Wien (Künstlerische Gesamtleitung)[30]
- 1954: Unser Wien, Wiener Rathaus.
- 1954–1972: Urlaub in Österreich, Wiener Sezession.
- 1955: Wien eine Stadt stellt sich vor, Idee und Durchführung der Kennzeichnung historischer Gebäude in Wien.
- 1961–1966: 15 Jahre verstaatlichte Industrie, Wiener Sezession.
- 1965: 20 Jahre Wiederaufbau Österreich

### Buchillustrationen
- Zeichnungen von W. Harnisch in: Friedrich Feld. Es war einmal ein Esel. Verlag Jungbrunnen, Wien 1948
- Zeichnungen von W. Harnisch in: Hans Saliger. Der Bauer und der Wassergeist und noch andere Geschichten aus dem Freundschaftsland. Verlag Jungbrunnen, Wien 1949
- Bilder von W. Harnisch in: Rudolf Weys. Ferienreise in die Kinderrepublik. Verlag Jungbrunnen, Wien 1949
- Bilder von W. Harnisch in: Anton Tesarek. Die Überraschungspuppe. Das schönste Bilderbuch für Mädchen von 3 bis 7 Jahren. Verlag Jungbrunnen, Wien 1950
- Zeichnungen von W. Harnisch in: Friedrich Feld. 1414 geht auf Urlaub und andere Erzählungen. Verlag Jungbrunnen, Wien 1950
- Zeichnungen von W. Harnisch in: Friedrich Feld (1950). Der musikalische Regenschirm. Verlag Jungbrunnen, Wien 1950
- Zeichnungen von Walter Harnisch in: Anton Tesarek. Alle Menschen sind gleich wichtig. Verlag Jungbrunnen, Wien 1952
- Illustrationen von W. Harnisch in: Leopold Obermann. Bring mir den Adler und andere Geschichten aus der weiten bunten Welt. Verlag Jungbrunnen, Wien 1952
- Illustrationen von W. Harnisch in: Friedrich Feld. Ein Land, so klein wie ein Beistrich. Eine Erzählung für Kinder. Verlag Jungbrunnen, Wien 1952
- Farbbilder von W. Harnisch in: Hans Saliger. Der Dackel Emmerich und andere Erzählungen. Verlag Jungbrunnen, Wien 1952
- Illustrationen von W. Harnisch in: Walter Kukula. Himmelweit fliegt um die Welt – Die abenteuerliche Reise eines Papierdrachen. Verlag Jungbrunnen, Wien 1953
- Illustrationen von W. Harnisch in: Friedrich Feld. Das Meer schwemmt einen Schatz ans Land. Verlag Jungbrunnen, Wien 1954
- Zeichnungen und Umschlag von W. Harnisch in: Friedrich Feld. Gogo das Wandeltier. Jungbrunnen, Wien 1956
- Bilder von W. Harnisch in: Anton Tesarek. Die Sterne, die Welt, die Menschen und du. Verlag Jungbrunnen, Wien 1956
- Bilder von W. Harnisch in: Sylvia Klimpfinger & Alois Jalkotzky. Gute Eltern, glückliche Kinder, glückliche Menschen. Hrsg. vom Jugendamt der Stadt Wien. Verlag Jungbrunnen, Wien 1956 (und 10. Aufl. 1963)
- Illustrationen von W. Harnisch in: Alois Jalkotzy. Elternschule, Ein Ratgeber für Eltern und alle, die es noch werden. Mit einem kleinen Wörterbuch für Erzieher. Verlag Jungbrunnen, Wien 1955
- Illustrationen von W. Harnisch in: Friedrich Feld. Wo liegt Marapola? Verlag Jungbrunnen, Wien 1957
- Illustrationen von W. Harnisch in: Friedrich Feld. Besuch aus Baramba. Verlag Jungbrunnen, Wien 1958
- Illustrationen von W. Harnisch in: Friedrich Feld. Die Welt aus Marzipan und Herr Klapp darf nicht gestört werden. Verlag Jungbrunnen, Wien 1963
- Buchgestaltung von W. Harnisch und Elfriede Denk: Schrift zum 15. Weltpostkongreß, Wien 1964. 15° Congres postal universel, Vienne 1964. Verf. d. Texte: Konrad Fegerl. Verlag Bohmann, Wien/Heidelberg 1964
- Buchgestaltung von W. Harnisch und Elfriede Denk: Österreichische Verkehrswerbung. Sommer und Herbst in Österreich. Summer and autumn in Austria. Ete et automne en Autriche. Verlag Bohmann, Wien/Heidelberg 1966
- Entwurf und grafische Gestaltung von W. Harnisch. Niederösterreich. Austria— Autriche. („...wo Ferien: noch Ferien sind!“). Amt d. NÖ. Landesregierung, Fremdenverkehrsabt., Wien 1975
- Illustrationen von W. Harnisch in: Anna Koschelu. Philosophiertes aus und in Wien [Gedåchtes, Gesågtes u. Erfåhrenes]. Heimatland-Verlag, Wien, 1986[31]

### Angewandte Kunst
- mit Sepp Steiner: Marmorintarsie beim Albert-Sever-Saal in Ottakring.[32]

### Wandbilder in Fresco- und Seccotechnik sowie Sgraffiti
- 1928–1945: Zahlreiche Kunstwerke in Wien und Niederösterreich (Parkkino Wien, Gerngross Wien, Retz, Eggenburg, Hardegg, Waidhofen a. d. T., Amstetten, Krems u. a.)
- 1946–1972: 48 größere Wandbilder in Wien[33] und anderen Bundesländern